# КУД Пискавица
Културно умјетничко друштво Пискавица (КУД Пискавица) је основано 2002. године и ради у истоименом поткозарском мјесту.
Од оснивања па до данас, у Друштву ради неколико секција: Фолклорна, која је подијељена у 3 старосне групе, дјечја до 12 година, омладинска до 17 година и извођачки ансамбл, затим мушка и женска пјевачка група које обрађују старе изворне пјесме поткозарског краја, вокални солисти, народни оркестар који броји преко 15 чланова. Друштво је карактеристично по томе што има и секцију која се бави изворним народним стваралаштвом, тј. приказивањем старих обичаја. На репертоару је 16 кореографија из Републике Српске, Србије, Македоније и Хрватске, које су адекватно костимиране и изводе се уз пратњу народног оркестра. Друштво је учесник мноштва манифестација и фестивала, како у Републици Српској и БиХ, тако и у региону и Европи. Друштво заједно са Туристичком Организацијом града Бања Лука организује манифестацију КОЗАРСКИ ЕТНО, која је добила Златну туристичку ружу у категорији културних манифестација.